# Joseph Castanon

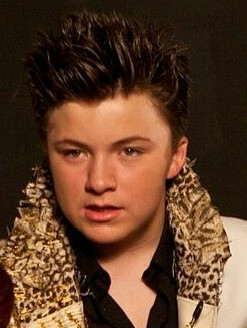
Joseph Castanon (2010)

Joseph Michael Castanon (* 19. August 1997 in Denver, Colorado) ist ein US-amerikanischer Kinderdarsteller.
Castanon spielte in verschiedenen Fernsehserien mit, wie zum Beispiel in Jericho – Der Anschlag, Navy CIS, I Hate My 30’s, Crossing Jordan – Pathologin mit Profil und Ghost Whisperer – Stimmen aus dem Jenseits. Für seine Rolle als „Kenny“ in Ghost Whisperer in der zweiten Episode der ersten Staffel, gewann Castanon 2006 den Young Artist Award in der Kategorie Best Performance in a TV Series - Guest Starring Young Actor.
2006 hatte Castanon seine erste Rolle in einem Kinofilm. Er spielte in der Komödie Klick die Rolle des „Ben Newman“ an der Seite von Adam Sandler und Kate Beckinsale. 2009 wurde er für seinen Einsatz in der Miniserie Comanche Moon erneut mit einem Young Artist Award ausgezeichnet. 2010 veröffentlichte er als „Sir Castanon“ ein Pop-Album namens Puppeteer.
2011 beendete er seine schauspielerischen Tätigkeiten, lediglich 2014 erschien noch ein Kurzfilm.

## Filmografie (Auswahl)
- 2005: Ghost Whisperer – Stimmen aus dem Jenseits (Ghost Whisperer, Fernsehserie, Folge 1x02 Der unsichtbare Freund)
- 2005: Crossing Jordan – Pathologin mit Profil (Crossing Jordan, Fernsehserie, Folge 5x04)
- 2005: Navy CIS (Navy NCIS, Fernsehserie, Folge 3x07 Projekt „Honor“)
- 2006: Without a Trace – Spurlos verschwunden (Without a Trace, Fernsehserie, Folge 4x16 Die Entführung)
- 2006: Pepper Dennis (Fernsehserie, Folge 1x05)
- 2006: Klick (Click)
- 2006–2008: Jericho – Der Anschlag (Jericho, Fernsehserie, 3 Folgen)
- 2007: Dead Write
- 2007: Emergency Room – Die Notaufnahme (ER, Fernsehserie, Folge 14x04 Ganz unten)
- 2007: Plot 7
- 2008: October Road (Fernsehserie, Folge 2x07)
- 2008: Comanche Moon (Miniserie, eine Folge)
- 2010: Happiness Runs
- 2010: Nic and Tristan Go Mega Dega
- 2011: Prodigal
- 2014: Brothers (Kurzfilm)